# Amerila druryi
Amerila druryi là một loài bướm đêm thuộc phân họ Arctiinae, họ Erebidae.